# Дергилёва, Валерия Олеговна
Валерия Олеговна Дергилёва (род. 21 января 1987, Ватутинки, Московская область, СССР) — российская телеведущая, актриса и фотомодель. Наиболее известна по телепередаче «Утро Пятницы» и ролью Алисы в телесериале «Улица».

## Биография
Валерия Дергилёва родилась 21 января 1987 года в подмосковных Ватутинках в семье военнослужащего. В школьные годы Валерия принимала участие в творческих конкурсах, играла в КВН и выступала в роли ведущей мероприятий. Параллельно посещала музыкальную школу по классу фортепиано и студию хореографии.

### Образование
После окончания школы поступила в Московский архитектурный институт, где ей присвоили учёную степень бакалавра.
В 2007—2008 годах Валерия получала дополнительное образование в школе телевидения «Останкино».
В 2015 году Валерия Дергилёва окончила Школу драмы Германа Сидакова.

### Карьера на телевидении
В 2008 году Дергилёва стала виджеем MTV.
В 2012 году стала ведущей программы «Эволюция Москвы» на телеканале «Москва 24». Затем у Валерии были проекты на таких телеканалах, как «РЕН ТВ», «Ю», «СТС Медиа» и др.
С 13 марта 2017 года на телеканале «Пятница!» стартовало новое шоу «Утро Пятницы». Ведущей Валерия Дергилёва стала совместно с Марией Иваковой. В этом же году утренняя программа с Лерой и Машей была номинирована на ТЭФИ.
С 2017 года Дергилёва работает с Александром Пушным над познавательной передачей «МегаГалилео».
В 2018 году Валерия Дергилёва (вместе с Марией Иваковой) была номинирована на премию ТЭФИ в категории «Ведущий утренней программы» («Утро Пятницы»). В 2019 году проект «Утро Пятницы» получил ТЭФИ в номинации «Утренняя программа».
3 ноября 2020 года дебютировала в качестве ведущей программы «Все на МАТЧ» на Матч ТВ.

## Фильмография
В 2014 году состоялся дебют Валерии в качестве актрисы. Она сыграла в эпизодах сериала «Семейный бизнес». Затем были роли в фильмах «Последний мент», «Высокие каблуки», «Психологини» и других.
С 2017  по 2018 год Валерия исполняла роль Алисы Васильевой в телесериале «Улица» на ТНТ. В 2018 году сыграла в комедии «Я худею».
- 2014—2016 — Семейный бизнес
- 2015—н. в. — Последний мент
- 2016 — Высокие каблуки — Полина
- 2017 — Психологини — Рыжая
- 2017—2018 —  Улица — Алиса Васильева
- 2018 — Я худею — Кристина
- 2018 — Мылодрама — камео
- 2018 — Дар — Настя
- 2019 — Лови момент — Полина
- 2021 — Гранд — Яна Ярославовна Гранина, гостья эко-отеля Grand

## Награды и номинации
| Год  | Премия                                          | Категория                  | Результат |
| ---- | ----------------------------------------------- | -------------------------- | --------- |
| 2018 | Индустриальная телевизионная премия ТЭФИ — 2018 | Ведущий утренней программы | Номинация |